# رحیم‌آباد (ریوند، شرق)
رحیم‌آباد یک روستا در ایران است که در دهستان ریوند شهرستان نیشابور واقع شده‌است. رحیم‌آباد ۱۲۹ نفر جمعیت دارد.